# Полонка (приток Черёхи)
Полонка, в верхнем течении Мелетовка — река в России, протекает по Псковскому району Псковской области. Длина реки — 29 км, площадь водосборного бассейна — 109 км².
Начинается в болоте западнее Горы-Каменки, в верховьях канализирована. Течёт сначала на юго-запад через село Мелётово, затем мимо деревень Маслово, Озерово, Ильина Гора, Речки II-е, затем — на юг через Дворцы, Шевелево и Усадище. У Озерово меняет своё название. В низовьях снова поворачивает на юго-запад. Протекает через деревню Белая Гора. Устье реки находится в 30 км по правому берегу реки Черёхи у деревни Перетворы. Долина реки заболочена.

## Данные водного реестра
По данным государственного водного реестра России относится к Балтийскому бассейновому округу, водохозяйственный участок реки — Великая. Относится к речному бассейну реки Нарва (российская часть бассейна).
Код объекта в государственном водном реестре — 01030000212102000029362.